# Sanremo-Festival 1997
Die 47. Ausgabe des Festival della Canzone Italiana di Sanremo fand 1997 vom 18. bis zum 23. Februar im Teatro Ariston in Sanremo statt und wurde von Mike Bongiorno, Piero Chiambretti und Valeria Marini moderiert.

## Ablauf

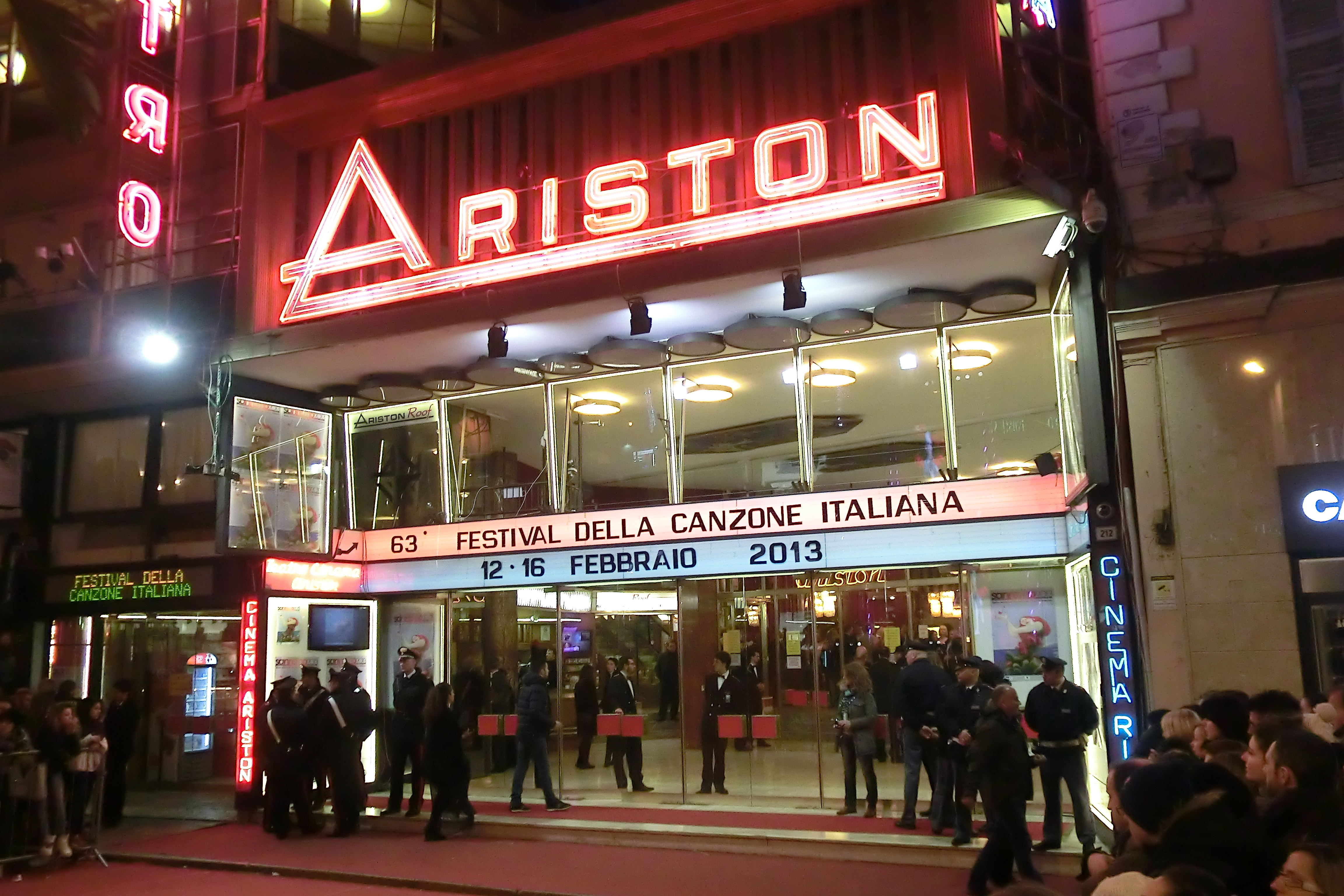
Das Ariston-Theater, Veranstaltungsort des Sanremo-Festivals

Nachdem Pippo Baudo die Rai verlassen hatte, verblieb die Verantwortung für die Organisation des Festivals 1997 bei Mario Maffucci; dieser übertrug die künstlerische Leitung an eine eigene Kommission, in der Pino Donaggio, Giorgio Moroder und Carla Vistarini saßen. Als Moderator kehrte nach 18 Jahren Mike Bongiorno zurück, an seiner Seite standen Valeria Marini und Piero Chiambretti. Die Moderation der Talkshow Dopofestival übernahm Bruno Vespa.
Trotz des erneuerten Personals hielt man an den Regeln der Vorjahre fest: Die Finalisten der Newcomer-Kategorie 1996 (diesmal alle 14) durften in der Hauptkategorie antreten, wobei sich fünf für das Finale qualifizieren konnten; die Newcomer-Siegerin 1996 Syria war automatisch qualifiziert. Unter den regulären Teilnehmern waren sechs ehemalige Sieger, nämlich Anna Oxa, Fausto Leali, Toto Cutugno, Al Bano, Tosca und Massimo Ranieri. Zwei weitere große Namen waren Patty Pravo und Loredana Bertè. Nek trat erstmals in der Hauptkategorie an. Bei den Newcomern machten Alex Baroni und Niccolò Fabi auf sich aufmerksam, außerdem debütierte der Rapper Caparezza, noch unter dem Pseudonym Mikimix.
In der Newcomer-Kategorie konnte sich schließlich das Duo Paola & Chiara mit dem Lied Amici come prima durchsetzen, der Kritikerpreis ging an Niccolò Fabi mit Capelli. Patty Pravo erhielt den Kritikerpreis in der Hauptkategorie, landete mit …E dimmi che non vuoi morire aber insgesamt nur auf dem achten Platz. Das Duo Jalisse, das relativ unbeachtet in der Newcomer-Kategorie 1996 debütiert hatte, konnte das Festival schließlich mit Fiumi di parole gewinnen, vor Anna Oxa (Storie) und Syria (Sei tu).

## Teilnehmende Beiträge

### Campioni
- Sieger
- In der Vorrunde ausgeschieden

| Platzierung       | Interpret              | Lied                                                    | Autoren                                                                                          | Stimmen |
| ----------------- | ---------------------- | ------------------------------------------------------- | ------------------------------------------------------------------------------------------------ | ------- |
| 1                 | Jalisse                | Fiumi di parole                                         | Carmen Di Domenico, Alessandra Drusian, Fabio Ricci                                              | 15.325  |
| 2                 | Anna Oxa               | Storie                                                  | Depsa, Marco Marati, Sally Monetti, Angelo Valsiglio, Fio Zanotti                                | 14.911  |
| 3                 | Syria                  | Sei tu                                                  | Claudio Mattone, Alberto Salerno                                                                 | 14.753  |
| 4                 | Silvia Salemi          | A casa di Luca                                          | Giampiero Artegiani                                                                              | 14.635  |
| 5                 | Fausto Leali           | Non ami che te                                          | Roberto Pacco                                                                                    | 14.550  |
| 6                 | O.R.O.                 | Padre Nostro                                            | Enrico Ruggeri, Mario Manzani                                                                    | 14.145  |
| 7                 | Nek                    | Laura non c’è                                           | Antonello De Sanctis, Nek, Massimo Varini                                                        | 13.995  |
| 8                 | Patty Pravo            | …E dimmi che non vuoi morire                            | Vasco Rossi, Gaetano Curreri, Roberto Ferri                                                      | 13.490  |
| 9                 | Massimo Ranieri        | Ti parlerò d’amore                                      | Gianni Togni, Guido Morra                                                                        | 13.016  |
| 10                | Tosca                  | Nel respiro più grande                                  | Susanna Tamaro, Ron                                                                              | 13.009  |
| 11                | Francesco Baccini      | Senza tù                                                | Giorgio Conte, Francesco Baccini                                                                 | 12.805  |
| 12                | Dirotta su Cuba        | È andata così                                           | Cheope, Stefano De Donato, Pierpaolo D’Emilio, Rossano Gentili, Simona Bencini, Alberto Ravasini | 12.403  |
| 13                | Marina Rei             | Dentro me                                               | Marina Rei, Frank Minoia                                                                         | 12.342  |
| 14                | Al Bano                | Verso il sole                                           | Valentina Cidda, Albano Carrisi                                                                  |         |
| 15                | Cattivi Pensieri       | Quello che sento                                        | Cinzia Farolfi, Davide De Marinis, Davide Bosio, Nicolò Fragile                                  |         |
| 16                | Pitura Freska          | Papa nero                                               | Marco Forieri, Sir Oliver Skardy, Valerio Silvestri, Cristiano Verardo, Francesco Duse           |         |
| 17                | Toto Cutugno           | Faccia pulita                                           | Salvatore Cutugno                                                                                |         |
| 18                | Ragazzi Italiani       | Vero amore                                              | Antonio Galbiati, Carlo Palmas, Maria Grazia Fontana                                             |         |
| 19                | New Trolls und Greta   | Alianti liberi                                          | Elio Palumbo, Massimiliano Cattapani, Vittorio De Scalzi, Nico Di Palo, Gabriella Labate         |         |
| 20                | Loredana Bertè         | Luna                                                    | Loredana Bertè, Maurizio Piccoli                                                                 |         |
|                   | Alessandro Mara        | Attimi                                                  | Alessandro Mara                                                                                  |         |
| Camilla           | Come ti tradirei       | Fabrizio Casalino, Michele Violante                     |                                                                                                  |         |
| Carmen Consoli    | Confusa e felice       | Carmen Consoli                                          |                                                                                                  |         |
| Alessandro Errico | E penserò al tuo viso… | Alessandro Errico, Campisano, Roberto Gori              |                                                                                                  |         |
| Leandro Barsotti  | Fragolina              | Leandro Barsotti                                        |                                                                                                  |         |
| Maurizio Lauzi    | Il capo dei giocattoli | Maurizio Lauzi                                          |                                                                                                  |         |
| Olivia            | Quando viene sera      | Stefano Borzi, Auro Zelli                               |                                                                                                  |         |
| Adriana Ruocco    | Uguali uguali          | Franco Migliacci, Ernesto Migliacci, Roberto Zappalorto |                                                                                                  |         |
| Petra Magoni      | Voglio un dio          | Rodolfo Banchelli                                       |                                                                                                  |         |

### Nuove proposte
- Sieger

| Platzierung | Interpret        | Lied                      | Autoren                                                                   |
| ----------- | ---------------- | ------------------------- | ------------------------------------------------------------------------- |
| 1           | Paola & Chiara   | Amici come prima          | Paola Iezzi, Chiara Iezzi                                                 |
| Finalisten  | Alex Baroni      | Cambiare                  | Alex Baroni, Massimo Calabrese, Marco Rinalduzzi, Marco D’Angelo          |
| Finalisten  | Niccolò Fabi     | Capelli                   | Cecilia Dazzi, Niccolò Fabi, Riccardo Sinigallia                          |
| Finalisten  | Mikimix          | E la notte se ne va       | Matteo Bonsanto, Ugo Bolzoni, Giovanni Bianchi, Caparezza                 |
| Finalisten  | Tony Blescia     | E ti sento                | Tony Blescia, Gatto Panceri, Bruno Santori                                |
| Finalisten  | Vito Marletta    | Innamorarsi è             | Gianfranco Caliendo, Franco Marino, Dora Vuolo-Famiglietti, Vito Marletta |
| Finalisten  | Domino           | Io senza te               | Domino, Piero Aloise, Luigi Lopez                                         |
| Finalisten  | Randy Roberts    | No stop                   | Claudio Mattone                                                           |
| Finalisten  | Paolo Carta      | Non si può dire mai… mai! | Gatto Panceri, Paolo Carta, Nicola Costa                                  |
| Finalisten  | Massimo Caggiano | Ora che ci sei            | Maurizio Morante, Massimo Caggiano, Luciano Aita, Gianni Guarracino       |
| Finalisten  | D.O.C. Rock      | Secolo crudele            | Giampiero Artegiani, Fernanda Tartaglia, Puccio Chiariello                |
| Finalisten  | Luca Lombardi    | Sonia dice di no          | Davide Pinelli, Luca Lombardi                                             |

## Erfolge
Die Erfolge im Wettbewerb übertrugen sich nicht auf die Hitparaden: Am erfolgreichsten war hier der siebtplatzierte Nek, der mit Laura non c’è auch außerhalb Italiens einen Hit landete. Auch die Trägerin des Kritikerpreises Patty Pravo sowie die früh ausgeschiedene Carmen Consoli waren erfolgreich.
Jalisse konnte seinen Siegerbeitrag dafür beim Eurovision Song Contest 1997 erneut präsentieren und erzielte für Italien einen vierten Platz. Fiumi di parole sollte die letzte italienische ESC-Teilnahme bis zur Rückkehr 2011 markieren.

| Jahr | Titel Interpret                          | Höchstplatzierung, Gesamtwochen, AuszeichnungChartsChartplatzierungen (Jahr, Titel, Interpret, Platzierungen, Wochen, Auszeichnungen, Anmerkungen) | Anmerkungen   |
| Jahr | Titel Interpret                          | IT | Anmerkungen   |
| ---- | ---------------------------------------- | --- | ------------- |
| 1997 | Laura non c’è Nek                        | IT1 (9 Wo.)IT | Platz 7       |
| 1997 | …E dimmi che non vuoi morire Patty Pravo | IT2 (4 Wo.)IT | Platz 8       |
| 1997 | Confusa e felice Carmen Consoli          | IT3 (5 Wo.)IT | Ausgeschieden |

## Belege
1. ↑  Guido Racca & Chartitalia: Top 100 FIMI Singoli. Lulu, 2013.